# Protojanira leleupi
Protojanira leleupi is een pissebed uit de familie Protojaniridae. De wetenschappelijke naam van de soort is voor het eerst geldig gepubliceerd in 1963 door Grindley.